# 25781 Rajendra
25781 Rajendra è un asteroide della fascia principale. Scoperto nel 2000, presenta un'orbita caratterizzata da un semiasse maggiore pari a 2,6716676 UA e da un'eccentricità di 0,1513609, inclinata di 4,42798° rispetto all'eclittica.